# Henry Stanislas Harwood
 (janvier 2014).
Si vous disposez d'ouvrages ou d'articles de référence ou si vous connaissez des sites web de qualité traitant du thème abordé ici, merci de compléter l'article en donnant les références utiles à sa vérifiabilité et en les liant à la section « Notes et références ».
Pour l’article homonyme, voir Harwood.
Ne doit pas être confondu avec Henry Harwood.
Henry Stanislas Harwood, né le 8 août 1838 à Vaudreuil (Bas-Canada) et mort le 28 août 1911, est un agriculteur, arpenteur-géomètre et homme politique fédéral et municipal du Québec.

## Biographie
Né dans la presqu'île de Vaudreuil-Soulanges et affilié à la famille de seigneurs de Lotbinière, Henry Stanislas Harwood étudie au Collège Sainte-Marie de Montréal. Il entame une carrière publique en devenant maire de Vaudreuil. 
Élu député du Parti libéral du Canada dans la circonscription fédérale de Vaudreuil en 1891, il est destitué en 1892 et ne se présente pas à l'élection partielle y faisant suite. Réélu lors d'une élection partielle en 1893, il est également réélu en 1896 et en 1900. Il ne se représente pas en 1904.
Son frère, Robert William Harwood, est, comme lui, député fédéral de Vaudreuil, de 1872 à 1878.